# غريس ميتاليوس
غريس ميتاليوس (بالإنجليزية: Grace Metalious) هي كاتبة أمريكية، اشتهرت لكتابتها رواية ساحة بيتون والتي بقت على أفضل مبيعات نيويورك تايمز لمدة 59 أسبوعاً. حيث بيعت 20 مليون نسخة من كتاب ذو غلاف صلب و 12 نسخة بكتاب ذى غلاف ورقي.

## النشأة
ولدت ميتاليوس في فقر ومنزل محطم في ميل تاون، مانشستر (نيوهامبشير)، بدأت الكتابة في سن مبكرة. في مدرسة مانشستر الثانوية المركزية وقد مثلت في مسرحيات في المدرسة، وبعد أن تخرجت تزوجت جورج ميتاليوس في كنيسة كاثوليكية في مانشستر في عام 1943 وهكذا أصبحت ربة منزل وزوجة. عاش الزوجان بالقرب من القذارات ولكنها أكملت كتابتها، مع طفل واحد انتقل الزوجان إلى دورهام (نيوهامشير) حينما بدأ جورج في الدراسة في جامعة نيو هامبشاير في دورهام، غريس ميتاليوس بدأت الكتابة بجد. عندما تخرج جورج عين ناظراً في مدرسة في غيلمانتون

## روابط خارجية
- غريس ميتاليوس على موقع IMDb (الإنجليزية)
- غريس ميتاليوس على موقع مونزينجر (الألمانية)
- غريس ميتاليوس على موقع إن إن دي بي (الإنجليزية)
- غريس ميتاليوس على موقع قاعدة بيانات الفيلم (الإنجليزية)